# Oraz elektryfikacja
Oraz elektryfikacja (ros. Плюс электрификация, Plus elektrifikacyja) – radziecki krótkometrażowy film animowany z 1972 roku w reżyserii Iwana Aksienczuka. Plakat filmowy do elektryfikacji Związku Radzieckiego. Animacja filmu utrzymana jest w konwencji disnejowskiej, z dynamicznym montażem zsynchronizowanym z rytmiczną muzyką.
Film wchodzi w skład serii płyt DVD Animowana propaganda radziecka (cz. 4: Naprzód ku świetlanej przyszłości).

## Opis
Na tle przejazdu przez ZSRR trójki młodych bolszewików (stylizowanych na nową wersję Dziadka Mroza, na saniach przyozdobionych wielkim czerwonym sztandarem) ukazane są postęp techniczny i znaczące zmiany, które przynosi „prezent” w postaci elektryfikacji, w tym wizja przyszłości, jaką ze sobą niesie.
W trakcie pochodu słychać folkową pieśń sławiącą elektryczność. W animacji pokazano m.in. „maszerujące” słupy energetyczne, w tym radzieckie słupy wysokiego napięcia „ściskające dłoń” czeskim i polskim słupom energetycznym. Oprócz rysunków wykorzystano także stare komunistyczne obrazy oraz czarno-biały materiał filmowy.
Państwowy plan elektryfikacji ZSRR GOELRO oraz elektryfikacja państw socjalistycznych (Czechosłowacja, Polska, Bułgaria, Wschodnie Niemcy, Węgry, Jugosławia, Rumunia). Chwała elektryfikacji całego kraju.
„Komunizm to władza radziecka plus elektryfikacja całego kraju”. (W. Lenin)

## Animatorzy
Nikołaj Fiodorow, Michaił Pierszyn, Oleg Safronow, Mstisław Kupracz, Iosif Kurojan